# 火焰之纹章 多拉基亚776
《火焰之纹章 多拉基亚776》是一款由Intelligent Systems制作、任天堂發行的戰略角色扮演遊戲，適用於超級任天堂平台。這款遊戲是火焰之纹章系列的第五款作品，同時是第三款亦是最後一款發行於超級任天堂的作品。故事發生在前作《聖戰之系譜》的同一個時代，講述位於尤格多拉爾大陸的倫斯特王國因多拉基亞王國的入侵而被毀滅，主角里弗只好在護衛的保護下與兒時玩伴南娜一同過著逃亡的生活。但是，一時平靜的生活卻因再次遭到襲擊而被打破，而里弗亦以此為契機揚起了解放軍的旗幟，以復興祖國為目標。遊戲玩法遵循系列傳統，每場戰鬥都在網格狀地圖上進行，但亦增加了如疲勞度之類的元素，使遊戲角色在每執行一次動作便會扣減活力。
遊戲開發工作始於1998年，開發團隊起初把遊戲視為《聖戰之系譜》的小型外傳項目，但最終遊戲內容及規模卻出現大幅增長。系列創作者加賀昭三擔任遊戲的設計師及編劇，廣田麻由美負責角色設計，而辻橫由佳則負責創作遊戲配樂。加賀、廣田及辻橫之後離開Intelligent Systems並發展個人事業，但後來只有辻橫被邀參與系列後續遊戲的音樂創作工作。遊戲在1999年9月1日透過任天堂力量卡匣發行，但翌年又改以ROM卡匣發行。虽然遊戲的銷量在系列当中属較差水平，但该游戏仍被视为商業上的成功，并獲得遊戲評論家的正面評價。自此，任天堂便沒有再在家用遊戲機平台上發行系列後續作品，直至2005年才推出適用於任天堂GameCube的《火焰之紋章 蒼炎之軌跡》。

## 玩法

遊戲畫面，顯示了敵我雙方單位，以及我方單位移動及攻擊距離等資料

《火焰之紋章 多拉基亚776》是款戰略角色扮演遊戲，玩家需要控制主角里弗及其軍隊在大陸上執行各種任務。遊戲故事分為不同任務章節，而這些任務的勝利條件都各有不同，包括清除所有敵人、擊敗特定敵人、營救指定目標，或是在不受傷害的情況下脫離戰場。每張遊戲地圖都有著獨特的地形，例如山脈、平原及森林等，而不同角色的移動距離會受地形限制。遊戲地圖亦設有如城鎮及教堂之類的地方，玩家可於這些地方獲得道具、遊戲貨幣或回復某一角色單位的生命值。另外，部份地圖還設有戰爭迷霧，玩家只能觀察己方單位周圍極小的範圍，必須指示單位移動才能獲得額外視野。
遊戲內的每場戰鬥都在網格狀地圖上進行，而戰鬥系統則採用回合制，以玩家單位為先、敵方單位為後的排序進行。在地圖上，玩家能控制的角色單位以藍色標示，而敵方單位則以紅色標示。當戰鬥開始時，熒幕會由地圖切換至一個單獨的戰鬥畫面。戰鬥以自動方式進行，敵我雙方的能力值及生命值都會顯示在戰鬥畫面的下方。玩家在遊戲前期只能使用預設的角色單位進行任務，在完成指定任務後，玩家便能在進行下一任務之前自由選擇參與戰鬥的單位。同樣，玩家在完成指定任務後，遊戲將會加入疲勞度功能：角色單位在進行攻擊或打開箱子等特定動作後，他們的疲勞度將會增加，而當角色的疲勞度達到一定數值，玩家將不能在下一任務章節使用他們。角色會在每次戰鬥後獲得一定的經驗值作為獎勵，每累積至100時便會自動升級並會隨機提升能力數據，而等級及能力值上限為20。
每個角色單位都有所屬的兵種，而該兵種則決定了角色能使用的武器種類、攻擊範圍及移動距離等。遊戲內的兵種包括移動距離較長的騎士及飛馬騎士、分別能使用魔法攻擊和治療單位的魔術師及聖職者、使用劍和斧頭的劍士及戰士，以及能遠距離攻擊的弓箭手等，而部份角色更有著獨特的兵種（例如主角里弗的兵種是領主）。遊戲繼承前作《聖戰之系譜》的設定，當角色單位的等級到達20級後，玩家能無條件地把角色轉職為更強力的上級兵種。此外，開發團隊還加入了新設定，令玩家可利用特定道具為10級以上的角色轉職為上級兵種。騎乘系角色可以選擇下馬來進行徒步戰鬥，而在室內地圖內則必須強制下馬。下馬後，這些騎乘系角色的所持武器將會由長槍改為斧或劍。另外，遊戲設有武器相剋系統：劍剋斧，斧剋長槍，長槍剋劍。

## 劇情
遊戲故事設定在前作《聖戰之系譜》的同一個時代，地圖同樣沿用尤格多拉爾大陸，以位於半島北部的倫斯特王國為背景。故事講述倫斯特王國的喬安王子與妻子艾絲琳帶領騎士團前往支援好友西格爾特（前作主角），卻在途中被多拉基亞王國軍偷襲，喬安夫婦戰死，騎士團亦全軍覆沒。為了給兒子報仇的倫斯特國王其後與多拉基亞王國開戰，但因盟國背叛而失敗，倫斯特國王戰死，王城亦被攻陷。此時，奉命留守的槍騎士芬恩帶著年幼的里弗王子及諾狄恩王家的南娜公主逃離王城，輾轉逃到半島東岸的費亞納村。期間，古蘭貝爾帝國武力介入多拉基亞半島，擊敗了多拉基亞軍隊並佔領整個多拉基亞半島北部。某天，曼斯特的雷德利克領主趁里弗不在時強攻費亞納村，擄走他的友人南娜及瑪麗塔。里弗因為村莊被毀及朋友被擄而感到極度震驚和不安，但亦以此為契機揚起反抗軍的旗幟，並以反抗古蘭貝爾帝國統治及解放祖國為目標。
在反抗軍不斷壯大下，里弗成功救出南娜及被魔劍操控的瑪麗塔。後來，里弗率領部隊解放了祖國倫斯特王國，但因戰略方針出現嚴重失誤，導致其中一名軍師陣亡。半年間，帝國軍與里弗的部隊終日交戰，但幸得號稱「光之公子」的西格爾特之子賽列斯率軍解救，並成功解放多拉基亞北部。接著，里弗等人又擊敗了雷德利克及費爾德這兩名羅普特教團高級祭司所指揮的部隊，並奪回曼斯特。之後，里弗等人再次面對雷德利克及費爾德，並成功擊殺雷德利克。但是，費爾德卻把雷德利克轉化為一種被稱為「十二魔將」的怪物，並命他守護神殿以防里弗的襲擊。最終，里弗等人先後擊敗了十二魔將及費爾德，並強化其部隊，以防古蘭貝爾帝國再度攻擊曼斯特及多拉基亞北部。

## 開發
遊戲由Intelligent Systems開發，加賀昭三擔任遊戲的設計師及編劇，而出石武宏則擔任遊戲製作人 。遊戲的配樂由作曲家辻橫由佳負責，她自1990年火焰之紋章系列首部作品《暗黑龍與光之劍》以來，便一直參與系列的遊戲配樂創作。遊戲角色設計由廣田麻由美負責。廣田曾經參與前作《聖戰之系譜》的角色設計，並在角色設計師小屋勝義離開任天堂後接任此職。加賀對廣田的繪畫能力有著深刻的印象，因而邀請她成為《聖戰之系譜》及本作的角色設計師。當時，加賀指《聖戰之系譜》及本作是火焰之紋章系列內最棒的作品。在完成遊戲開發工作後，廣田及加賀均離開了Intelligent Systems，並轉往為PlayStation開發《淚指輪傳說 尤特娜英雄戰記》，而這次亦是他們兩位最後一次在火焰之紋章系列上合作。辻橫在稍後時間同樣離開了Intelligent Systems並從事自由工作，但她亦有參與系列續作（包括《封印之劍》及《火焰之紋章if》）的配樂創作。
遊戲開發工作始於1998年，當時開發團隊把它視為《聖戰之系譜》的小型外傳項目，因此預定的開發週期較短。在製作過程中，開發團隊嘗試在遊戲內整合各種事物，最終更認為有必要把它發展為一部完整的火焰之紋章系列遊戲，但這對於遊戲要維持《聖戰之系譜》的世界觀來說則有一定困難。加賀在受訪時指，如果他們當初知道遊戲項目的規模，便會選擇建立一個全新的系列作品，因為這更為容易。開發團隊在設計角色時，故意以較少筆墨形容他們的背景故事，讓玩家有足夠空間想像他們的個性。前作《聖戰之系譜》著重於故事的複雜性，導致其戰略及戰爭模擬部分備受批評，因此這次加賀將他的重點轉移至遊戲玩法上。遊戲的基本結構取自《紋章之謎》，並加入了新的元素，例如地圖內的分支路徑和不同的單位移動能力。為了實現這種變化，開發團隊在每款地圖內都設有不同的算法。此外，開發團隊還增設了新的遊戲元素，例如角色疲勞度系統、人員攜帶系統及俘虜系統等。

## 發行
1999年9月1日，任天堂以任天堂力量卡匣形式在日本國內發行遊戲。除了標準版本外，任天堂還推出了僅限於羅森發售的特別版本「DX Pack」。「DX Pack」同捆包除了包括已預載遊戲的卡匣外，還附贈了9款遊戲收藏卡、2款布偶及布製遊戲地圖等週邊產品。同年12月，即距離遊戲發行日僅三個月后，任天堂便宣佈推出ROM卡匣版本。該版本最終於2000年1月21日發行。遊戲是自《紋章之謎》及《聖戰之系譜》後，第三款亦是最後一款發行於超級任天堂的系列作品。此外，據說它亦是最後一批专为超級任天堂平台开发的遊戲之一。自此，任天堂便沒有再在家用遊戲機平台上發行系列後續作品，直至2005年才推出適用於任天堂GameCube的《火焰之紋章 蒼炎之軌跡》。與早期的系列遊戲一樣，任天堂並未在西方世界發行此遊戲，不過在2007年有遊戲粉絲發佈了修補程式，把關鍵的遊戲故事由日語翻譯為英語。而在2019年5月31日，有遊戲粉絲以「Project Exile」的名義發佈了一個更為完善的版本，改善了遊戲故事及角色對話的翻譯質素，並完整地翻譯遊戲菜單。另外，任天堂分別在2008年7月15日及2013年7月10日透過Virtual Console在日本釋出了對應Wii及Wii U的遊戲版本。

## 反響
| 媒体          | 得分  |
| ------------- | ----- |
| Nintendo Life | 8/10  |
| Fami通        | 35/40 |

歸因於火焰之紋章系列的流行，大量玩家在遊戲發行後爭相購買，其中以任天堂力量卡匣版本最受歡迎。在發行後的一個月內，遊戲便成為了9月份最暢銷的超級任天堂遊戲作品。而在次年11月，遊戲據報成為当年最受歡迎的任天堂力量卡匣遊戲。截至2002年，遊戲的總銷量（包括任天堂力量卡匣及ROM卡匣版本）約為10.6萬份，在當時為系列銷量最差的作品。另外，根據《Fami通》的估算，遊戲在1999年底的總銷量為約14.5萬份，位列當年暢銷遊戲排行榜的第103位，同時是當年銷量最高的超級任天堂遊戲。
在《FAMI通》四位評論家的交叉評論內，遊戲ROM卡匣版本所獲得的分數為35分（其中最高及最低分數分別為10分及8分），獲得白金殿堂評分。《FAMI通》的評論家認為開發團隊進一步改進及補充了火焰之紋章系列遊戲的玩法公式，而與上一部作品相比其難度水平亦大大提高。Nintendo Life的凱里·布朗斯基爾（Kerry Brunskill）指出，遊戲的難度相較於其他系列作品是十分高的，但同時稱讚遊戲有著良好的玩法基礎，以及編劇在設計故事時有作深思熟慮。Nintendojo的德斯蒙德·加本（Desmond Gaben）給予遊戲9.9分（總分10分），指遊戲的難度雖然很高，但在整體上認可遊戲玩法的改進。加本又稱讚遊戲的圖形質量，並把遊戲稱為系列粉絲的「必備」作品。Hardcore Gaming 101的評論家則認為遊戲是該系列內較為困難的一款，又指角色疲勞度系統及戰爭迷霧等設定有時可能會對玩家造成困擾。遊戲評論網站RacketBoy根據遊戲的發行形式而把其列為稀有遊戲，又把它與其他發行於超級任天堂的系列作品一同認定為優質遊戲。另外，TechnologyTell則把遊戲列入未在日本外发行的頂級超級任天堂遊戲列表当中。